# Comuna Cerbăl, Hunedoara
Cerbăl (în maghiară: Cserbel) este o comună în județul Hunedoara, Transilvania, România, formată din satele Arănieș, Cerbăl (reședința), Feregi, Merișoru de Munte, Poiana Răchițelii, Poienița Tomii, Socet și Ulm.

## Demografie
Componența etnică a comunei Cerbăl
     Români (91,56%)
     Alte etnii (0,5%)
     Necunoscută (7,94%)
Componența confesională a comunei Cerbăl
     Ortodocși (82,88%)
     Penticostali (7,2%)
     Alte religii (1,24%)
     Necunoscută (8,68%)
Conform recensământului efectuat în 2021, populația comunei Cerbăl se ridică la 403 locuitori, în scădere față de recensământul anterior din 2011, când fuseseră înregistrați 474 de locuitori. Majoritatea locuitorilor sunt români (91,56%), iar pentru 7,94% nu se cunoaște apartenența etnică. Din punct de vedere confesional, majoritatea locuitorilor sunt ortodocși (82,88%), cu o minoritate de penticostali (7,2%), iar pentru 8,68% nu se cunoaște apartenența confesională.

## Politică și administrație
Comuna Cerbăl este administrată de un primar și un consiliu local compus din 9 consilieri. Primarul, Mircea-Claudiu Costa[*], de la Partidul Social Democrat, este în funcție din 2016. Începând cu alegerile locale din 2024, consiliul local are următoarea componență pe partide politice:
|  | Partid                   | Consilieri | Componența Consiliului | Componența Consiliului | Componența Consiliului | Componența Consiliului | Componența Consiliului | Componența Consiliului | Componența Consiliului | Componența Consiliului | Componența Consiliului |
|  | ------------------------ | ---------- | ---------------------- | ---------------------- | ---------------------- | ---------------------- | ---------------------- | ---------------------- | ---------------------- | ---------------------- | ---------------------- |
|  | Partidul Social Democrat | 9          |                        |                        |                        |                        |                        |                        |                        |                        |                        |

## Atracții turistice
- Biserica de lemn "Sfinții Arhangheli Mihail și Gavriil"' din satul Feregi, construcție secolul al XVII-lea
- Biserica de lemn "Sfântul Nicolae" din satul Poienița Tomii, construită în anul 1805
- Biserica de lemn "Cuvioasa Paraschiva" din satul Merișoru de Munte, construcție secolul al XVII-lea
- Biserica de lemn "Cuvioasa Paraschiva" din satul Socet, construită în anul 1793